# حوزه تحریف حقیقت

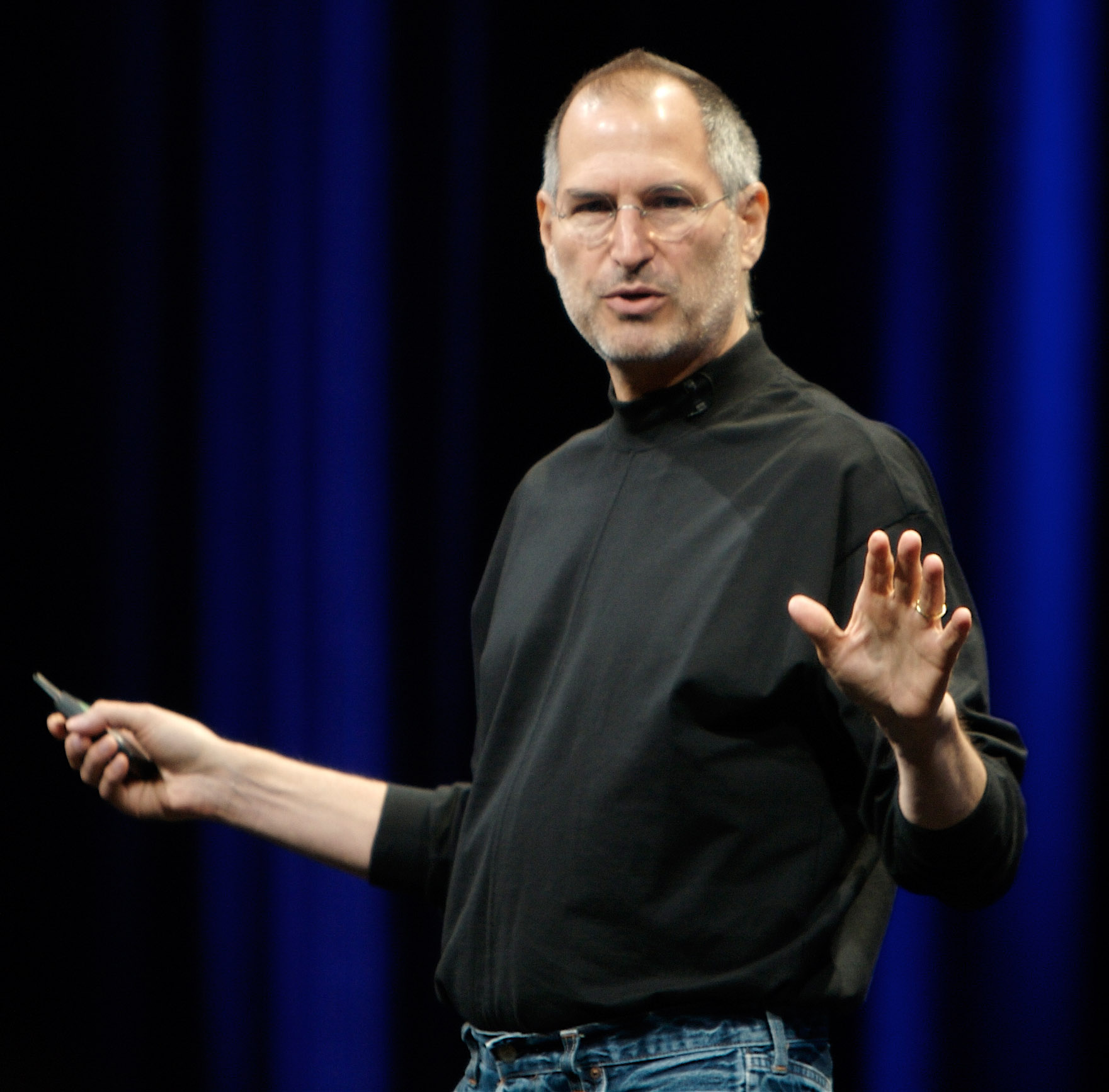
استیو جابز در حال سخنرانی

حوزه تحریف حقیقت (به انگلیسی: Reality distortion field) (به شکل خلاصه: RDF) اصطلاحی است که نخستین بار در سال ۱۹۸۲ توسط بود تریبل برای توصیف کاریزمای استیو جابز و تأثیرش بر توسعه‌دهندگان پروژه مکینتاش، در شرکت اپل به وجود آمد. به گفته تریبل این اصطلاح از فیلم پیشتازان فضا به وجود آمده.

## واژه‌نامه
1. ↑  Bud Tribble